# Lane County (Oregon)
Lane County je okres amerického státu Oregon založený v roce 1851. Správním střediskem je město Eugene. V okrese žije 351 715 obyvatel (2010).